# 亮晶晶 (單曲)
《亮晶晶》，日本女性創作歌手aiko的第18張單曲和代表作之一。2005年8月3日發行。

## 簡介
前作《三國站》約半年之後發行。
單曲收錄三首歌曲，除伴奏之外的所有曲目都收錄入錄音室專輯中（前兩首收錄入專輯《她》；第三首收錄入專輯BABY），是首次也是至今唯一一次。
《亮晶晶》被用作鈴木杏、錦戶亮、內博貴、相武紗季等主演的富士電視台電視劇《一起加油吧》的主題曲，歌曲大受歡迎，是aiko以夏季和戀愛為主題的代表歌曲。c/w曲《某一天的向日葵》是描述aiko學生時代的歌曲。
在Oricon公信榜最高排行第2位，總銷量超過20萬張。

## 收錄曲目
1. 亮晶晶（キラキラ）
富士電視台電視劇《一起加油吧》的主題曲
豐田汽車「Porte」的電視廣告歌曲
2. 某一天的向日葵（ある日のひまわり）
3. 繞路
4. 亮晶晶（instrumental）

- 全曲
  - 作詞、作曲：AIKO
  - 編曲：島田昌典（#3除外）、AIKO（#3）

## 外部連結
- 唱片介紹